# Whithworthov navoj
Whithworthov navoj ili Whithworthov normalni navoj je navoj koji ima teorijski profil jednak jednakokračnom trokutu s kutom profila navoja 2β = 55°. Osnovna jedinica dimenzija vijaka je u inčima, pa na primjer Whithworthov navoj od 15/8“ ima vanjski promjer 41,277 mm. Međutim, u zemljama koje se služe metričkim sustavom samo se vanjski promjer tih vijaka zadaje u inčima, a sve ostale dimenzije u milimetrima. Profil navoja zaobljen je na tjemenu i u korijenu navoja.
Za razliku od Whithworthovog navoja, treba razlikovati Whithworthov cijevni navoj. Whithworthov cijevi navoj ima navoj malih dimenzija. Tako na primjer, pri nazivnom promjeru cijevi od R 2”, korak navoja Whithworthovog normalnog navoja je 5,645 mm, dok je kod Whithworthovog cijevnog navoja korak navoja samo 2,309 mm; dubina navoja kod Whithworthovog normalnog navoja je 3,614 mm, dok je kod Whithworthovog cijevnog navoja dubina navoja 1,479 mm. Whithworthov normalni navoj se ne koristi za cijevi, jer bi takav navoj jednostavno prerezao cijev, zato što je predubok. Whithworthov normalni navoj se ne koristi prema hrvatskim standardima.
| Whitworthova veličina (inč) | Promjer jezgre (inč) | Navoja po inču | Korak navoja (inč) | Veličina svrdla za bušenje |
| --------------------------- | -------------------- | -------------- | ------------------ | -------------------------- |
| 1/16                        | 0,0411               | 60             | 0,0167             | Broj svrdla 56 (1,2 mm)    |
| 3/32                        | 0,0672               | 48             | 0,0208             | Broj svrdla 49 (1,85 mm)   |
| 1/8                         | 0,0930               | 40             | 0,025              | Broj svrdla 39 (2,55 mm)   |
| 5/32                        | 0,1162               | 32             | 0,0313             | Broj svrdla 30 (3,2 mm)    |
| 3/16                        | 0,1341               | 24             | 0,0417             | Broj svrdla 26 (3,7 mm)    |
| 7/32                        | 0,1654               | 24             | 0,0417             | Broj svrdla 16 (4,5 mm)    |
| 1/4                         | 0,1860               | 20             | 0,05               | Broj svrdla 9 (5,1 mm)     |
| 5/16                        | 0,2414               | 18             | 0,0556             | Naziv svrdla F (6,5 mm)    |
| 3/8                         | 0,2950               | 16             | 0,0625             | 5/16 inč (7,94 mm)         |
| 7/16                        | 0,3460               | 14             | 0,0714             | Naziv svrdla U (9,3 mm)    |
| 1/2                         | 0,3933               | 12             | 0,0833             | Naziv svrdla Z (10,5 mm)   |
| 9/16                        | 0,4558               | 12             | 0,0833             | 12,1 mm (0,4764 in)        |
| 5/8                         | 0,5086               | 11             | 0,0909             | 13,5 mm (0,5315 in)        |
| 11/16                       | 0,5711               | 11             | 0,0909             | 15 mm (0,5906 in)          |
| 3/4                         | 0,6219               | 10             | 0,1                | 16,27 mm (0,6406 in)       |
| 13/16                       | 0,6845               | 10             | 0,1                | 18 mm (0,7087 in)          |
| 7/8                         | 0,7327               | 9              | 0,1111             | 19,25 mm (0,7579 in)       |
| 15/16                       | 0,7953               | 9              | 0,1111             | 20,75 mm (0,8169 in)       |
| 1                           | 0,8399               | 8              | 0,125              | 22 mm (0,8661 in)          |
| 1 1/8                       | 0,9420               | 7              | 0,1429             |                            |
| 1 1/4                       | 1,0670               | 7              | 0,1429             |                            |
| 1 1/2                       | 1,2866               | 6              | 0,1667             |                            |
| 1 3/4                       | 1,4939               | 5              | 0,2                |                            |
| 2                           | 1,7154               | 4,5            | 0,2222             |                            |
| 2 1/2                       |                      |                |                    |                            |